# Rotaliatina
Rotaliatina es un género de foraminífero bentónico de la subfamilia Gyroidinoidinae, de la familia Gavelinellidae, de la superfamilia Chilostomelloidea, del suborden Rotaliina y del orden Rotaliida. Su especie tipo es Rotaliatina mexicana. Su rango cronoestratigráfico abarca desde el Priaboniense (Eoceno superior) hasta el Oligoceno.

## Clasificación
Rotaliatina incluye a las siguientes especies:
- Rotaliatina quadralocula †
- Rotaliatina mexicana †
- Rotaliatina sulcigera †